# بادندورف
بادندورف (به آلمانی: Badendorf) یک شهر در آلمان است که در Stormarn واقع شده‌است. بادندورف ۷۹۳ نفر جمعیت دارد.